# Copa Pan-Americana de Voleibol Masculino
A Copa Pan-Americana de Voleibol Masculino é uma competição continental anual organizada pela Confederação da América do Norte, Central e Caribe de Voleibol (NORCECA) em parceria com a Confederação Sul-Americana de Voleibol (CSV).

## História
Sua primeira edição ocorreu em 2006 e somente a partir de 2010 passou a receber nações de todo continente americano; anteriormente os países sul-americanos não participavam. Quando o torneiro era composto somente pelas equipes da NORCECA, visava classificar os países para disputar a Copa América. Com a inclusão dos times federados a Confederação Sul-Americana de Voleibol, o torneio passou a ser classificatório para a Liga Mundial.
Os Estados Unidos são os maiores campeões com cinco conquistas, seguido de Cuba com quatro títulos. Um total de nove países já subiram ao pódio, e todos os medalhistas já chegaram ao menos uma vez à final, com exceção da Venezuela.

## Quadro de medalhas
| Ordem | País                 | Medalha de ouro | Medalha de prata | Medalha de bronze |    |
| ----- | -------------------- | --------------- | ---------------- | ----------------- | -- |
| 1     | Estados Unidos       | 5               | 3                | 2                 | 10 |
| 2     | Cuba                 | 4               | 0                | 3                 | 7  |
| 3     | Brasil               | 3               | 2                | 0                 | 5  |
| 4     | Argentina            | 2               | 5                | 2                 | 9  |
| 5     | Canadá               | 2               | 4                | 3                 | 9  |
| 6     | México               | 2               | 1                | 1                 | 4  |
| 7     | Porto Rico           | 0               | 2                | 2                 | 4  |
| 8     | República Dominicana | 0               | 1                | 3                 | 4  |
| 9     | Chile                | 0               | 0                | 1                 | 1  |
| 9     | Venezuela            | 0               | 0                | 1                 | 1  |